# The Dust of Basement
The Dust of Basement was een Duitse elektro-groep, opgericht in Berlijn in 1991 en opgeheven in 2006.
De stichtende leden, Eric Bahrs en Mathias B., vatten in 1991 met het coveren van nummers van The Cure en The Sisters of Mercy aan, en begonnen ook zelf te componeren. Toen Sven Wolff zich in 1992 bij de groep vervoegde, werd de sound elektronischer; hij werd de componist van alle nummers en de toetsenist. Eén jaar later kwamen Axel S. en Brigitta Behr bij de groep als zangers. Het stemgeluid van Behr verleende de groep een kenmerkend geluid; hun eerste concert gaven ze op een festival voor alternatieve muziek in Brandenburg.
In 1995, na hun debuut-ep Regress, namen ze het besluit voortaan enkel nog elektronische muziek te maken; Eric Bahrs, als gitarist, werd hierdoor overbodig. Hij verliet de band, maar trad op live-concerten wel nog als bassist op. 'Remembrances', uit 1997, werd een populair nummer in het alternatieve milieu. Axel S. verliet de groep in dat jaar, en werd door M.S. vervangen. Het album Remembrances werd in 1998 als Re-membrances heruitgegeven op Trisol, en Sven Wolff werd eveneens als producer actief.
In 2001, na het verschijnen van het album Come with me..., ondernam de band een tournee door de Verenigde Staten. Deze tournee werd de succesrijkste uit het hele bestaan van de groep. M.S. verliet de band in 2002. Peer Lebrecht werd in 2003 de nieuwe mannelijke zanger. 
Brigitta Behr beoefende tevens de grafische kunsten, en de inlegboekjes van vele albums zijn dan ook door haar geïllustreerd. Zij was de voornaamste tekstschrijfster tot aan het album Come with me..., waarop alle teksten van haar hand zijn. Toen Peer Lebrecht de groep vergezelde, nam hij de teksten op zich.
Het dubbelalbum Awakening the Oceans uit 2004, dat in een beperkte oplage werd uitgebracht, was bijzonder snel uitverkocht, en scheen buitengewoon populair te zijn. Daarop waren de bandleden van mening dat ze een dergelijk succes niet meer zouden kunnen evenaren, en het beter zou zijn in schoonheid te eindigen. The Dust of Basement gaf zijn afscheidsconcert op 9 december 2006 in Berlijn.

## Discografie
- 1995 Regress
- 1996 Words of God
- 1997 Remembrances
- 1998 Re-membrances
- 1999 [vice versa] Opticus
- 2001 Come with me...
- 2002 Five become Two
- 2003 Home Coming Heavens
- 2004 Awakening the Oceans
- 2005 Meridian